# John Gaspard Le Marchant
John Gaspard Le Marchant (Amiens, 9 febbraio 1766 – Salamanca, 22 luglio 1812) è stato un generale britannico.
Fu uno dei migliori comandanti di cavalleria del Regno Unito della sua generazione; fu anche un soldato intellettuale che aveva una grande influenza sull'efficienza del funzionamento dell'esercito nel quale prestava servizio. Ebbe una notevole importanza nel processo che creò la prima Accademia militare britannica e il collegio dello stato maggiore. Prestò servizio attivo nelle guerre rivoluzionarie francesi e in quella d'indipendenza spagnola, fino alla sua morte, avvenuta nel corso della battaglia di Salamanca.

## Biografia

### Gli inizi
Le Marchant nacque da madre francese e da padre originario di Guernsey, entrambi appartenenti a eminenti famiglie. I Le Marchants erano una famiglia molto importante a Guernsey, già parte del Ducato di Normandia, con numerosi ascendenti che avevano occupato posizioni di balivo di Guernsey o vice balivo. Suo padre, John Le Marchant, fu trombettiere nel corpo dei Dragoni Reali, che frequentò il Pembroke College di Oxford, prestando servizio con distinzione sotto John Manners, marchese di Granby durante le ultime tre campagne della guerra dei sette anni.

La madre, Maria Caterina, era la figlia maggiore del conte Hirzel de Saint-Gratien e una discendente del celebre ammiraglio protestante francese Gaspard de Coligny, dal quale Le Marchant derivò il suo secondo nome.
Le Marchant nacque nella casa del nonno materno ad Amiens. Egli aveva un fratello minore, James. Dopo aver lasciato la scuola del Dr Morgan a Bath, definita "una delle più stupide che mai vi erano state là", Le Marchant mutò il proprio carattere e fu arruolato in un reggimento della milizia dello Wiltshire. Successivamente, nel 1783, si trasferì nell'esercito regolare e ottenne il grado di alfiere nel 1st Regiment of Foot (divenuto successivamente Royal Scots). Dopo pochi anni di servizio in Irlanda e a Gibilterra, si trasferì in cavalleria, arruolato nel 6º reggimento Dragoni. Nell'autunno del 1789 Le Marchant fu promosso tenente nel 2º Dragoni della Guardia e nel 1791 fu promosso capitano comandante di truppa.

### Esperienze di campagne e scherma

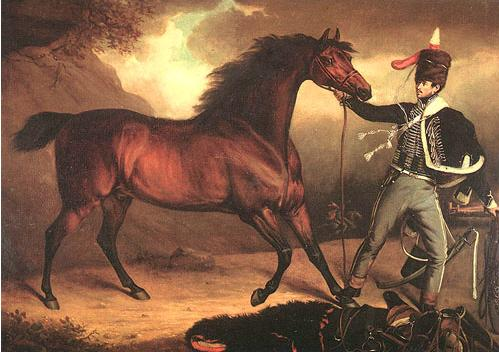
Reggimento privato
7º Dragoni leggeri (Ussari): montaggio a cavallo di un soldato del reggimento (il soldato porta la sciabola progettata da Le Marchant)

Le Marchant prestò servizio come maggiore di brigata nella disastrosa Campagna delle Fiandre (1793-95) e per un certo tempo ebbe il comando del suo reggimento come ufficiale presente più anziano.
La sua esperienza pratica sul campo portò all'attenzione di Le Marchant le numerose carenze dell'equipaggiamento e dell'addestramento di cui soffriva la cavalleria britannica. Egli rimase impressionato dalla cavalleria austriaca, che operava a fianco di quella britannica, e rimase particolarmente colpito dai commenti denigratori di un ufficiale austriaco che riteneva che l'utilizzo britannico della sciabola fosse "molto divertente", ma che gli ricordava "qualcuno che taglia il legno". Al suo ritorno in Gran Bretagna egli si adoperò per migliorare l'equipaggiamento e l'addestramento al combattimento della cavalleria britannica.
Negli anni 1795-1796 egli progettò, insieme all'armaiolo Henry Osborn, una nuova sciabola, che fu adottata dalla cavalleria leggera.
Nel 1796 il suo trattato di istruzioni sulla scherma a cavallo fu adottato dall'esercito come manuale ufficiale (Le Regole e i Regolamenti dell'esercizio con la sciabola della cavalleria)
L'esercizio di scherma divenne piuttosto celebre e al vecchio re Giorgio III divenne famigliare, mentre le strade di campagna abbondavano di ragazzini che praticavano l'esercizio con bastoni. Le Marchant girò per la Gran Bretagna insegnando ai quadri, provenienti sia dalle unità dell'esercito regolare che da quelle della pretenderanno di milizia volontaria, il suo sistema di uso della sciabola; i suoi metodi erano pratici e scrupolosi ed egli stesso era un superbo spadaccino a cavallo.
Le Marchant raggiunse il grado di tenente colonnello nel 1797. La sua promozione avvenne per diretta volontà del re (Le Marchant mancava dell'influenza famigliare e ricchezza necessarie per avanzare di grado), con il quale Le Marchant aveva sviluppato rapporti amichevoli.
Dopo la sua promozione egli prestò servizio come comandante in seconda del 7º Dragoni leggeri che era comandato da lord Henry Paget. Paget, come conte di Uxbridge, comanderà poi la cavalleria alleata contro Napoleone a Waterloo. Sebbene i rapporti tra lui e Paget fossero buoni, Le Marchant trovava difficile reggere la compagnia con un pari enormemente ricco e affascinante. Egli quindi si trasferì nel suo vecchio reggimento, il 2º Dragoni della Guardia, diventandone il comandante.

### Fondatore del primo Collegio militare britannico

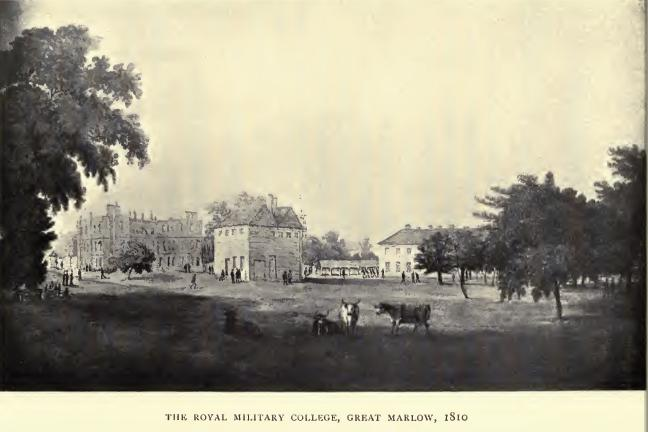
Royal Military College, Great Marlow, 1810

Esclusa la scuola per specialisti di artiglieria e ingegneria a Woolwich non esistevano in Gran Bretagna istituti di formazione militare.
Nel 1801, dopo aver superato notevoli opposizioni a causa dei costi, lo schema di Le Marchant per istituire le scuole High Wycombe e Great Marlow per la formazione militare di ufficiali fu approvato dal Parlamento della Gran Bretagna e fu votato uno stanziamento di 30 000 sterline per la fondazione di un Real Collegio Militare. Le due scuole originali furono poi 
messe insieme nel Royal Military College a Sandhurst. Le scuole militari avevano due funzioni: la prima, istruire gli ufficiali come efficienti ufficiali di staff, la seconda l'insegnamento dei più giovani prima che divenissero ufficiali in servizio.
Le Marchant fu il primo tenente-governatore del college e durante i nove anni in cui egli tenne questo incarico, egli addestrò molti ufficiali che prestarono poi servizio sotto Wellington nella guerra d'indipendenza spagnola. È importante notare che un numero di ufficiali anziani in servizio, come il generale Robert Ballard Long, seguirono i corsi del college per migliorare le loro conoscenze militari. Questo college fu uno dei precursori dell'attuale Reale accademia militare di Sandhurst, creata nel 1947. Nel 1804 Le Marchant ricevette I ringraziamenti personali di re Giorgio III, che affermò: "Il Paese è molto indebitato con voi".

### Generale nella guerra d'indipendenza spagnola

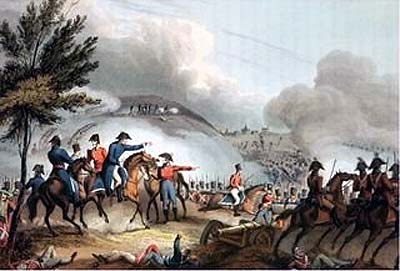
Battaglia di Salamanca. Sullo sfondo, a destra, la carica della brigata di cavalleria pesante di Le Marchant

Promosso maggior generale a Le Marchant fu affidato il comando di una brigata di cavalleria pesante nel 1811, e si distinse molto in numerose azioni. Nello scontro di cavalleria a Villagarcia, l'11 aprile 1812, Le Marchant guidò il 2º Dragoni della Guardia in una carica sul fianco in perfetta sincronia, sconfiggendo due forti colonne di cavalleria francese al comando del generale Charles Lallemand. I francesi stavano attaccando la cavalleria leggera britannica comandata da Stapleton Cotton, che stavano perdendo terreno.
Egli ottenne il suo maggior successo come comandante di cavalleria nella battaglia di Salamanca il 22 luglio 1812, quando fu ucciso in combattimento. Durante lo sviluppo dell'attacco anglo-portoghese sulla estesa ala sinistra dello schieramento francese, si dice che Wellington avesse ordinato a Le Marchant che questi doveva approfittare della prima opportunità favorevole di ingaggiare la fanteria nemica: "Voi dovete caricare a ogni costo", furono le sue ultime istruzioni. Facendo seguito all'attacco della 5ª Divisione di fanteria Le Marchant guidò il 3° e il 4° dragoni e il 5° dragoni della Guardia in quella che fu forse la più distruttiva carica operata da una singola brigata di cavalleria nell'intero periodo napoleonico. L'ala sinistra dell'esercito francese era sul punto di venire sconfitta dalla 3ª e 5ª divisione di fanteria anglo-portoghese, quando i dragoni di Le Marchant caricarono e distrussero battaglione dopo battaglione. Molti fanti francesi cercarono protezione della fanteria britannica, per sfuggire alle sciabole dei dragoni. Le Marchant, conscio di aver ottenuto un magnifico successo, stave guidando uno squadrone contro l'ultima formazione di fanteria francese quando fu colpito da una pallottola che gli ruppe la spina dorsale.
Un dispaccio di Wellington dopo la battaglia diceva: 
(Cole, 1870, p. 289)

## Eredità

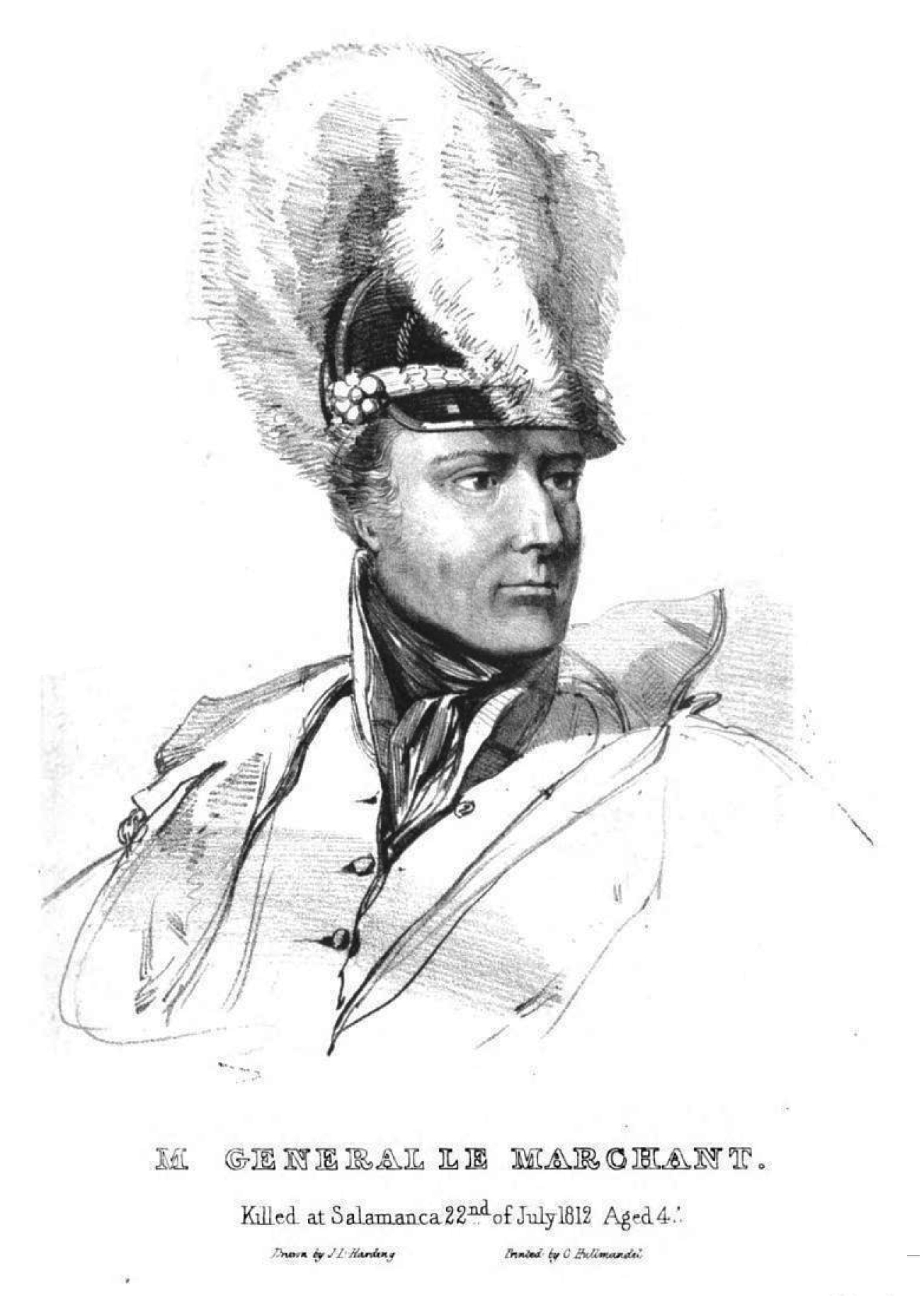
Il generale John Le Marchant (1766-1812)

Le Marchant fu autore di un notevole miglioramento nelle capacità pratiche dell'esercito britannico in campagna militare. Il suo esercizio con la sciabola ha aumentato indubbiamente le capacità combattive della cavalleria britannica. Il collegio militare produsse molti capaci ufficiali di staff, noti in generale come "Wycombites", che prestarono servizio in importanti funzioni di staff nella guerra d'indipendenza spagnola e nella campagna di Waterloo. Egli introdusse anche il concetto che gli ufficiali dovevano essere formalmente addestrati ai loro doveri piuttosto che apprendere i rudimenti della loro professione nel servizio attivo.
Le Marchant era apprezzato e ammirato nella sua professione da molti dei suoi soldati e ufficiali. Si dice che il Duca di York abbia pianto quando gli fu data la notizia della morte di Le Marchant.
Egli scrisse numerosi trattati sulle tattiche militari e su altri soggetti bellici, la maggior parte dei quali pubblicati in forma semi-anonima (quelli adottati come regolamenti dell'esercito non furono attribuiti a un singolo autore). Questi comprendevano Rules and Regulations of the Sword Exercise e The Duties of Officers on the Outpost. Il suo trattato An Outline of the General Staff of the Army fu presentato al Duca di York nel 1802. Le sue raccomandazioni furono di non adottarlo completamente, ma molti dei suoi suggerimenti lo furono, come l'istituzione dagli "Staff Corps" che ebbero un ruolo inestimabile nel funzionamento dell'esercito britannico durante la guerra di indipendenza spagnola.
John Le Marchant fu sepolto sul campo di battaglia ma gli fu eretto un monumento nella Cattedrale di San Paolo a Londra.
Fort Le Marchant, sulla costa settentrionale di Guernsey prende da lui il nome.

## Famiglia
John Le Marchant sposò il on 29 ottobre 1789, Mary, figlia di John Carey di Guernsey. Tutte le testimonianze suggeriscono che Le Marchant fosse stato un marito e un padre affezionati. Mary Le Marchant premorì al marito, morendo di parto nel 1811. Le Marchant ebbe Quattro figli e sei figlie. Due dei figli, Sir Denis Le Marchant, 1° Baronetto e John Le Marchant ottennero pubblici riconoscimenti. Il suo figlio maggiore, Carey, che si distinse nell'Assedio di San Sebastián, morì a Saint-Jean-de-Luz per le ferite riportate nell'ultima parte della guerra d'indipendenza spagnola. I figli rimasero orfani alla morte del padre e fu loro accordata una pensione di 1200 sterline. Il figlio più piccolo fu affidato a una zia.